# Anne de Montet-Burckhardt
Anne de Montet-Burckhardt (* 29. Juni 1878 in Niederschönthal, Gemeinde Füllinsdorf; † 2. Dezember 1952 in Ascona; heimatberechtigt in Vevey) war eine Schweizer Frauenrechtlerin aus dem Kanton Waadt.

## Leben
Anne de Montet-Burckhardt war eine Tochter des Prokuristen Natanael Burckhardt und der Emilie Burckhardt. Sie wuchs in Niederschönthal auf und absolvierte einen Sprachaufenthalt in Morges sowie eine Gesangsausbildung. Sie heiratete den Psychiater Charles de Montet, Sohn des Bankiers Emmanuel Louis Henri de Montet. Ihre Tochter Anne de Montet wurde Fotografin und Dichterin.
Sie arbeitete als Sekretärin der Union des Femmes de Vevey und war von 1917 bis 1929 Präsidentin des Frauenstimmrechtsvereins Vevey. Ab 1925 sass sie im Vorstand des Bundes Schweizerischer Frauenvereine (BSF) und war von 1929 bis 1935 dessen Präsidentin sowie bis 1949 dessen Vizepräsidentin. Montet leitete von 1930 bis 1940 die Kommission des Bundes Schweizerischer Frauenvereine zur Bekämpfung der Krisenfolgen für berufstätige Frauen und forderte während der Weltwirtschaftskrise das Recht auf Erwerbstätigkeit für verheiratete Frauen. Sie vertrat den Bund Schweizerischer Frauenvereine in der Eidgenössischen Filmkommission. Im Jahr 1933 war sie Mitgründerin und bis 1950 Präsidentin der Schweizerischen Arbeitsgemeinschaft für Hausdienst.